# Scotophaeus strandi
Scotophaeus strandi är en spindelart som beskrevs av Lodovico di Caporiacco 1940. Scotophaeus strandi ingår i släktet Scotophaeus och familjen plattbuksspindlar.
Artens utbredningsområde är Etiopien. Inga underarter finns listade i Catalogue of Life.